# Château de Buffières
Le château de Buffières est situé sur la commune de Montbellet en Saône-et-Loire, sur une petite éminence.

## Description
De l'ancienne enceinte rectangulaire, il ne subsiste plus que des pans de muraille auxquels s'appuient des bâtiments à usage agricole, une tour d'angle et un massif donjon rectangulaire jouxtant une tour à cinq pans.
Le château, propriété privée, ne se visite pas.
Il fait l’objet d’une inscription au titre des monuments historiques depuis le 17 avril 1992.
Cette inscription concerne le donjon, la tourelle d'escalier à vis et la tour Ouest.

## Historique
- XIIe siècle : un premier château, siège d'une des quatre anciennes baronnies du Mâconnais, est tenu par la maison de Montbellet.
- Fin XIIIe siècle : le château est rasé sur décision du Parlement de Paris à la suite des exactions d'Alard de la Tour, son propriétaire, à l'égard de ses vassaux et des voyageurs traversant ses bois.
- XVe siècle : le château est rebâti au hameau de Buffières, peut-être par un Montbellet ou par Louis de Montregnard, seigneur du lieu par son mariage avec Jeanne de Chandié, baronne de Montbellet.
- 1550 : mariage de Philippe de Lugny, dame d'Igé et de Flacé, fille d'Antoine de Lugny et de Philiberte de Saligny, avec Guillaume de Maugiron ; le fief est acquis par la famille Maugiron.
- 1685 : le domaine est vendu à des fermiers par la famille de Maugiron, pourvue de multiples fiefs.
- XVIIIe siècle : la baronnie est acquise par Jean-Baptiste Giraud, issu d'une famille lyonnaise, dont la famille conservera la propriété durant près de deux siècles.
- Fin XIXe siècle : dernier représentant de la famille Giraud à posséder le domaine.

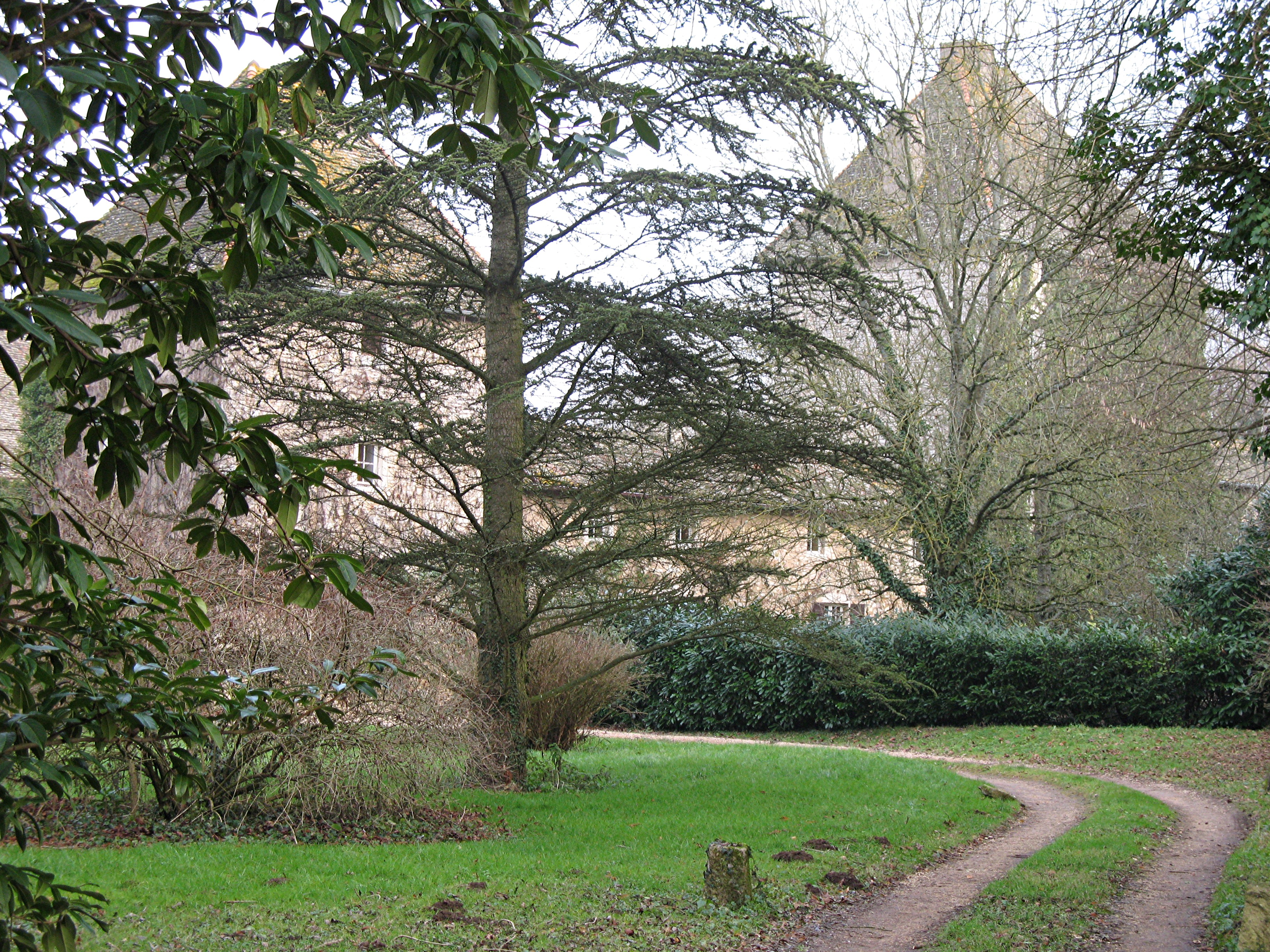
Buffières - Le parc et, dissimulé derrière les arbres, le château